# Аркадий
Арка́дий — мужское русское личное имя, восходит к др.-греч. Ἀρκάς (родительный падеж Ἀρκάδος) — житель Аркадии, исторической области Греции (на полуострове Пелопоннес), где преобладало скотоводство; в переносном значении — «пастух». День рождения этого имени 13 апреля. Также аркадии — античные празднества в честь древнегреческой богини Деметры, «Аркадия» — её культовое имя.

## Происхождение имени
Имя Аркадий в христианском именослове соотносится с несколькими раннехристианскими святыми: преподобным Аркадием Кипрским, иноком (IV век); преподобным Аркадием Палестинским, также иноком (V век); святителем Аркадием, почитаемым греческой православной церковью (IV век), и другими.

## Частотность имени
До XIX века имя Аркадий было распространено исключительно в монашеской среде; специфическое употребление имени сделало его практически неиспользуемым у мирян. Однако среди иноков имя было хорошо известно; существовал даже Аркадиевский Вяземский монастырь (основан в XVII веке), названный в честь преподобного Аркадия (XI век).
Светский интерес к имени наметился во второй половине XIX века, а популяризовали его И. С. Тургенев и А. Н. Островский. В 1862 году вышел роман Тургенева «Отцы и дети», который сразу же вызвал большой общественный резонанс, а позднее стал классикой отечественной литературы. Писатель дал имя Аркадий одному из центральных персонажей романа. Как отмечала Алла Кторова, некоторые авторы обладали особым «чутьём» на имена, к которым в обществе только-только зарождался интерес. К таковым она относила Островского, который «предвосхитил» многие имена, бывшие в XIX веке редкими и ставшие в веке XX-м распространёнными. Среди них — имена Аркадий, Виктор, Зоя, Лариса. В его пьесе «Лес» (1871) действуют персонажи Аркадий Счастливцев и Геннадий Несчастливцев, странники, у которых не только «говорящие» фамилии, но и имена. В 1870-е годы оба имени были очень редкими и обладали аурой отшельничества; театральная публика того времени легко улавливала в этом глубинные коннотации.
Интерес к имени реализовался в обществе в полной мере после Октябрьской революции, но даже в годы наивысших его проявлений имя не входило в число наиболее востребованных имён. Согласно данным А. В. Суперанской и А. В. Сусловой, собранным за несколько десятилетий по Ленинграду, пик популярности имени пришёлся на 1920-е — 1930-е годы: среди родившихся в эти годы частотность имени составляла 7 ‰ (то есть имя получили 7 новорождённых из 1000 учтённых). В дальнейшем в течение XX века наблюдалось неуклонное падение частотности: у ленинградцев, родившихся в 1940-е — 1950-е годы она составляла 6 ‰, у родившихся в 1960-е — 1970-е — 4 ‰, а у новорождённых в конце 1980-х имя не регистрировалось вовсе. Имя Аркадий часто[когда?] встречалось среди обрусевших евреев как светский заменитель (кинуй) еврейских имён Аарон или Арье, с которыми оно этимологически не связано.
Статистика, собранная В. А. Никоновым по нескольким регионам центральной России за 1961 год, показывает, что имя Аркадий в то время было преимущественно «городским» и малоизвестным на селе. Оно фиксировалось в районах только трёх из девяти обследованных областей с минимальными значениями частотности: в районах Костромской и Ярославской областей она составляла 2 ‰, в районах Владимирской области — 1 ‰. В то же время имя употреблялось для наречения новорождённых во всех семи обследованных областных центрах; при этом частотность колебалась от значений <0,5 ‰ (Курск) и 1 ‰ (Владимир, Калуга, Ульяновск) до 3 ‰ (Пенза, Тамбов) и 6 ‰ (Кострома).

## Именины
Православные именины (даты даны по григорианскому календарю):
- 10 января
- 8 февраля, 17 февраля, 23 февраля
- 19 марта
- 20 апреля
- 29 мая
- 28 июня
- 14 июля, 24 июля
- 25 августа, 27 августа
- 1 октября
- 3 ноября
- 26 декабря, 29 декабря